# Michael Dillinger
Michael Dillinger (* 11. Januar 1950 in Heidelberg) ist ein deutscher Lehrer, Autor und Kleinverleger.

## Leben
Michael Dillinger wuchs in Speyer auf und lebt seit 1978 als Lehrer für Deutsch und Geschichte, inzwischen pensioniert, in Zweibrücken. Er war 1986 Mitbegründer des dort ansässigen Echo Verlags und führt ihn derzeit (Stand 2021) zusammen mit Wolfgang Ohler. Dillinger ist Mitglied im VS und im Literarischen Verein der Pfalz; von 1989 bis 1998 war er dessen Erster Vorsitzender. Er ist Mitherausgeber der Reihe SCHRITTMACHER des Rhein-Mosel-Verlags. Von ihm wurden Erzählungen, Gedichte, Theaterstücke und Hörspiele verfasst. Seit 1993 ist Michael Dillinger Sprecher der Jury des Sickinger Mundartdichter-Wettstreits.

## Werke
- Finale, Geschichten aus fünf Jahrzehnten. Echo 2025, ISBN 978-3-924255-46-6.
- Zu Mondviole und Feuersalamander, Literarische Wanderungen im Westrich. Echo 2021, ISBN 978-3-924255-36-7.
- Von Gugel bis Google. Zweibrücken, Echo-Verl., 2011, ISBN 978-3-924255-27-5.
- Geschichten aus dem blauen Hut. Echo 2001, ISBN 978-3-924255-17-6.
- Der Tag ist unbeschrieben, Ein Zweibrücker Lesebuch. Hrsg. und Autor. Echo 1997, ISBN 978-3-924255-11-4.
- Marthas Schlüssel. Eine alte Geschichte. Erzählung. Speyer, cjm-Verl. 1993, ISBN 978-3-929015-07-2.
- Rat an Robinson. Landau/Pfalz, Pfälzische Verl.-Anst., 1990, ISBN 978-3-87629-176-5.
- Kreuzweg. Novelle. Landau/Pfalz, Pfälzische Verlagsanstalt, 1986, ISBN 978-3-87629-103-1.
- Zu empfangen den Morgen lehrt mich deine Blüte ....Zweibrücken : Echo-Verl. 1986, ISBN 978-3-924255-03-9.
- An die Bewohner der Sanduhr. Zweibrücken, Zweibrücker Handpresse, 1983.
- Der Parkplatz vor dem Haus. Erzählungen. Landau/Pfalz, Pfälzische Verlagsanstalt, 1983, ISBN 978-3-87629-027-0.

## Hörspiele
- 1996: Zeilensprung – Materialien zu einem Trivialroman – Regie: Heidrun Nass (Original-Hörspiel – SR)
- 1997: Marthas Schlüssel. Gespräch eines auktorialen Erzählers mit seiner Figur. Episches Hörspiel in 6 Bildern – Regie: Christiane Ohaus (Hörspielbearbeitung – SR)
- 1999: Das blaue Boot – Regie: Beatrix Ackers (Originalhörspiel, Kurzhörspiel – SR)

## Preise
- 1986 Pfalzpreis für Literatur (Fördergabe) des Bezirksverbands Pfalz[3]
- 1995 Preisträger im Internationalen Literaturwettbewerb des Luxemburger Schriftstellerverbandes
- Platzierung bei WOCHE DES HÖRSPIELS in Berlin mit ZEILENSPRUNG (SR2)